# کزیل-تان
کزیل-تان (به لاتین: Kzyl-Tan) یک منطقهٔ مسکونی در روسیه است که در استان آستراخان واقع شده‌است.